# Les Jacopo
Les Jacopo est une série de bande dessinée française de Colette Tournès au scénario et de Jean-Louis Floch au dessin, le tout colorisé par Catherine Legrand.
La bande dessinée, pré-publiée dans le bimensuel pour enfant Astrapi, est une de ses premières bandes dessinées phares, avec Touffu et Les Copains des Tilleuls.

## Tomes
1. Les Jacopo au Japon, janvier 1981 (ISBN 2-7009-4003-2)
2. Les Jacopo contre le fantôme, Paris, Bayard-Presse, janvier 1981, 49 p. (ISBN 2-7009-4004-0)
3. Les Jacopo et l'étalon sauvage, Paris, " Astrapi ", janvier 1982, 40 p. (ISBN 2-7009-4009-1)

Un tome 4, nommé Les Jacopo contre les Zoméros, a été publié à partir du numéro 102 d'Astrapi du 15 janvier 1983 mais n'est jamais sorti en album.